# لوري سميث
لوري سميث (بالإنجليزية: Laurie Smith)‏ هي ضابطة شرطة أمريكية، ولدت في 1952 في لانسنغ في الولايات المتحدة.